# Paracoccidioides
Paracoccidioides är ett släkte av svampar. Paracoccidioides ingår i familjen Ajellomycetaceae, ordningen Onygenales, klassen Eurotiomycetes, divisionen sporsäcksvampar och riket svampar.
| Paracoccidioides | \| \| Paracoccidioides brasiliensis \| \| \| \| |
|                  | \| \| Paracoccidioides brasiliensis \| \| \| \| |
|                  | Histoplasma                                     |
|                  |                                                 |
|                  | Ajellomyces                                     |
|                  |                                                 |
|                  | Polytolypa                                      |
|                  |                                                 |
|                  | Spiromastix                                     |
|                  |                                                 |
|                  | Loboa                                           |
|                  |                                                 |
|                  | Paracoccidioides brasiliensis                   |
|                  |                                                 |

|  | Paracoccidioides brasiliensis |
|  |                               |